# Wilhelm Polstorff

Wilhelm Polstorff

Wilhelm Polstorff (* 31. August 1843 in Kirchdorf; † 30. April 1906 in Berlin) war ein deutscher Gymnasiallehrer, Publizist und Satiriker.

## Leben
Wilhelm Polstorff war Sohn des Pastors in Kirchdorf. Der Göttinger Professor für pharmazeutische Chemie Karl Polstorff war sein Bruder. Er erhielt seine höhere Schulbildung am Lyceum II, dem heutigen Goethegymnasium, in Hannover und studierte anschließend von 1863 bis 1866 Philologie an der Universität Göttingen. Nach dem Studienende trat er in den preußischen Schuldienst ein und wurde Gymnasiallehrer am Lyceum I, dem Ratsgymnasium in Hannover. Den Schuldienst quittierte er 1883, um in Berlin Redakteur des Kladderadatsch des Verlegers Heinrich Albert Hofmann zu werden, zu dem er bereits seit 1874 als freier Mitarbeiter beigetragen hatte. Aufgrund seines eigenen Humors und seines Sinns für Satire wurde er für die Zeitschrift ein prägender Mitarbeiter und Redakteur des Blattes.

In Vertretung von Johannes Trojan amtierte er als Chefredakteur und hatte als solcher auf besondere Art für eine Reihe von 1893/94 erschienen Kladderadatsch-Artikeln einzustehen, die Friedrich August von Holstein scharf kritisierten und auf Informationen aus dem Auswärtigen Amt beruhten. Zu den Informanten gehörte unter anderen auch der Diplomat Ernst von Bothmer. Die sogenannte Kladderadatsch-Affäre wird wie die Kotze-Affäre (und weitere) mit der Harden-Eulenburg-Affäre zu den Affären gerechnet, die das wilhelminische Kaiserreich und seine Hofgesellschaft ab den 1890er Jahren erschütterten. Im weiteren Verlauf der Affäre kam es zur Forderung Polstorffs, als Herausgeber des Kladderadatsch, durch den preußischen Gesandten und zeitweiligen Assistenten von Holstein, Alfred von Kiderlen-Waechter. Dieser verletzte Polstorff bei dem Pistolenduell am 18. April 1894 im Grunewald am Arm bzw. Schulter schwer. Von Kiderlen-Waechter hatte die Forderung zur Ehrenrettung des Auswärtigen Amtes ausgesprochen, dem er als preußischer Gesandter angehörte. Die Vereinbarung der beiden Duellanten lautete ursprünglich auf 

„Fünf Schritte Barriere und avancieren, und so oftmaliger Kugelwechsel, bis einer kampfunfähig geworden.“

 Polstorff wurde hinsichtlich der Vorbereitung auf das Duell ein Aufschub von vier Wochen zur Vorbereitung gewährt. Die Zeit nutzten die Sekundanten, um die Bedingungen auf 

„Fünf Schritte Barriere, fünfmaliger Kugelwechsel“

 abzumildern. Kiderlen-Waechter und Polstorff wurden am 1. Oktober 1894 zu je viermonatiger Festungshaft verurteilt, von der sie nur etwas mehr als zwei Wochen auf der Festung Ehrenbreitstein verbüßten und dann begnadigt wurden. Kiderlens weitere diplomatische Karriere wurde hiervon nicht beeinträchtigt; er wurde 1895 Gesandter des Deutschen Kaiserreichs in Kopenhagen.
1896 wurde der Informant von Bothmer, offiziell aus Gesundheitsgründen, vorzeitig frühpensioniert. Als Polstorff einige Jahre nach dem Duell mit Kiderlen am 30. April 1906 der empfangenen Verwundung erlag, fand sich in seinem Nachlass ein versiegeltes Schreiben, welches an Ernst von Bothmer gerichtet war. Umgehend nach dessen Erhalt erschoss sich von Bothmer am 1. Oktober 1906.

## Rezeption
Im Zusammenhang mit der Beschlagnahme einer Spiegel-Ausgabe resümierte Rudolf Augstein 1952 in einem Editorial für die Pressefreiheit polemisch und etwas unhistorisch 

„Wohin sind die unkomplizierten Zeiten, da Wilhelms Staatssekretär Kiderlen-Wächter den Bismarck-treuen Redakteur des "Kladderadatsch", Wilhelm Polstorff, wegen eines beleidigenden Gedichts im Duell erschoß?“

## Schriften
- Die ollen Griechen - Histoire ancienne, A. Hofmann & Co., Berlin 1902